# Walter Beinzger
Walter Beinzger (* 10. Juli 1889 in Buttelstedt; † nach 1937) war ein deutscher nationalsozialistischer Funktionär. Er war Sonderbeauftragter des Reichsbauernführers in Versicherungswesen, später umbenannt in Sonderbeauftragten für Versicherungswesen beim Reichsnährstand in Berlin und Landesobmann in Weimar sowie Mitglied des Reichsbauernrates. Er war Schriftleiter der Zeitschrift für Tierversicherung.

## Leben
Walter Beinzger war der Sohn des Bauern Max Beinzger aus Buttelstedt im heutigen Thüringen und dessen Ehefrau Emma geborene Röder. Nach dem Besuch der Höheren Landwirtschaftlichen Schule in Bad Köstritz nahm Walter Beinzger volkswirtschaftliche und landwirtschaftliche Studien auf. Er nahm an zahlreichen Lehrgängen über Volkswirtschaft, Versicherungswesen und Landwirtschaft teil. Im Anschluss wurde er Beamter in einer großen landwirtschaftlichen Genossenschaft. Von 1914 bis 1916 nahm Walter Beinzger am Ersten Weltkrieg teil und wurde nach seiner Rückkehr Abteilungsleiter im Thüringer Ernährungsamt. 1919 wurde er Leiter im Rang eines Verwaltungsdirektors der staatlichen Thüringer Landesanstalt für Viehversicherung. Nach der „Machtergreifung“ der Nationalsozialisten wurde er 1933 zum Landesobmann für die bäuerliche Selbstverwaltung der Landesbauernschaft Thüringen ernannt. Im Oktober 1934 erfolgte seine Berufung zum Sonderbeauftragten des Reichsbauernführers in Versicherungswesen.
Er lebte abwechselnd in Berlin und Weimar.
Der NSDAP war Walter Beinzger bereits zum 27. April 1927 beigetreten (Mitgliedsnummer 60.474). Er war auch Mitglied der SS (SS-Nummer 217.484) und wurde 1937 zum SS-Obersturmbannführer befördert.

## Familie
Walter Beinzger heiratete 1914 in Weimar Martha Luise Schmidt. Aus der Ehe gingen zwei Söhne und eine Tochter hervor.

## Schriften (Auswahl)
- Die Entwicklung der Schlachtviehversicherung in Thüringen, Jena 1926.
- Leitfaden für die Benutzung der Buchführung für kleinere Viehversicherungsvereine, Weimar [1926].
- Die Tierlebensversicherung durch kleinere Vereine, Leipzig 1936.
- Satzung und Allgemeine Versicherungsbedingungen für den Tierversicherungsverein a. G., [Berlin] [1937].